# Snot
A Snot amerikai metalegyüttes. 1995-ben alakultak meg a kaliforniai Santa Barbarában. Nu-metalt, funk metalt és hardcore punkot játszanak. Fennállásuk alatt két nagylemezt jelentettek meg. Az évek során már többször feloszlottak: először 1995-től 1998-ig működtek, majd 2008-tól 2011-ig, végül 2014-től napjainkig. Lemezkiadóik: Geffen Records, Immortal Records.
Különlegességként megemlítendő, hogy SNOT néven egy magyar industrial/techno együttes is működik, amely az amerikai zenekar miatt S.N.O.T.-ra változtatta a nevét. A SNOT szó így rövidítés lett: Separated Notions Operate the Torture.

## Tagok
Jelenlegi tagok: Carl Bensley, Mike Doling, Sonny Mayo, John Fanestock és Jamie Miller.
Volt tagok: Lynn Strait, James Fed Carrol, Tommy Vext és Mike Smith.
Lynn Strait 1998-ban kutyájával, Dobbs-szal együtt elhunyt egy autóbalesetben. Dobbs egyben az együttes kabalájának is számított. Több nagy együttes zenésze is kifejezte tiszteletét Lynn, illetve a Snot iránt.

## Diszkográfia

### Stúdióalbumok
- Get Some (1997)
- Strait Up (2000)

### Egyéb kiadványok
- Alive! (2002, koncertalbum)

### Kislemezek
- 1997: Stoopid
- 1997: I Jus’ Lie
- 1997: Tecato
- 1998: Get Some
- 2000: Angel’s Son (Tribute-Track, Gesang von Lajon Witherspoon von Sevendust)